# Nowe Bojary
Nowe Bojary (lit. Naujieji Bajorai) – wieś na Litwie, w okręgu uciańskim, w rejonie ignalińskim, w gminie Łyngmiany.

## Historia
W czasach zaborów zaścianek w gminie Łyngmiany, w powiecie święciańskim, w guberni wileńskiej Imperium Rosyjskiego. W 1866 roku miał 11 dusz rewizyjnych, należał do dóbr Maciciszki. W 1905 liczył 22 mieszkańców, 23 dziesięciny.
W dwudziestoleciu międzywojennym zaścianek leżał w Polsce, w województwie wileńskim, w powiecie święciańskim, w gminie Kołtyniany.
W 1931 w 4 domach zamieszkiwały 23 osoby.
Miejscowość należała do parafii rzymskokatolickiej w Łyngmianach. Podlegała pod Sąd Grodzki w Święcianach i Okręgowy w Wilnie; właściwy urząd pocztowy mieścił się w Łyngmianach.
Od 1945 roku w Litewskiej Socjalistycznej Republice Radzieckiej.
Od 1990 na niepodległej Litwie.